# Птицы, звери и родственники
«Птицы, звери и родственники» (англ. Birds, Beasts, and Relatives) — повесть английского натуралиста Джеральда Даррелла, вторая часть автобиографической трилогии, вышедшая в 1969 году. Действие трилогии происходит в 1935—39 годах, и в ней Даррелл рассказывает о периоде своего детства, проведённом на греческом острове Корфу.

## Создание книги и сюжет
Как и другие свои книги, Даррелл написал «Птиц, зверей и родственников» в первую очередь для того, чтобы на вырученные деньги организовать экспедицию для сбора животных. Книга была написана в 1968 году и опубликована год спустя. Она повторила огромный успех первой части трилогии, повести «Моя семья и другие звери», получила множество положительных отзывов и переиздается до сих пор.
«Птицы, звери и родственники», как и «Моя семья и другие звери», представляет собой цикл рассказов о четырехлетнем пребывании семьи Дарреллов на греческом острове Корфу в 1935-39 годах. Когда семья переехала туда, Джеральду было 10 лет.
Главными персонажами книги стали члены семейства — помимо самого Джерри, младшего члена семьи, в неё входили овдовевшая мать Луиза, старший брат писатель Ларри, помешанный на оружии средний брат Лесли, сестра Марго и пес Роджер. Другими главными персонажами стали лучшие друзья семейства — таксист Спиро Хакьяопулос и доктор Теодор Стефанидес, наставник Джерри в изучении естествознания.
Также в книге появляются персонажи, которых не было в «Моей семье и других зверях».
Как и в предшествующей книге, Даррелл перемежает весёлые истории из жизни семьи с красочными описаниями флоры и фауны Корфу, попутно показывая формирование себя как натуралиста. В некоторых случаях он рассказывает о событиях, изменяя и добавляя некоторые детали. Например, старший брат Джеральда Ларри в действительности жил отдельно от остальной семьи с женой Нэнси, которую Джеральд не упомянул ни разу.
Главы книги являются законченными историями, и при их расположении в книге Даррелл отказался от хронологического порядка.

## Издания на русском языке
На русском языке отрывки из книги вышли в 1973 году в составе сборника «Гончие Бафута»; перевод был выполнен Л. Деревянкиной. Были переведены, причём частично, лишь первые 5 из 10 глав (опущены целые сцены, занимающие в общей сложности более трети текста), а также Интерлюдия, превратившаяся в Прелюдию и переместившаяся из середины книги в начало. Остальные пять глав были переведены В. Смирновым и включены в сборник, вышедший в 1986 году. При этом авторы сборника утверждают, будто эта книга публикуется в полном объеме, что не соответствует действительности. Последние пять глав существуют также в переводе С. Лосева, по качеству заметно уступающем переводу В. Смирнова. Полный перевод книги был сделан Л. Игоревским (2001 г.) и С. Таском (2018 г.), но качество обоих переводов также оставляет желать лучшего. Качественного полного перевода этой книги на русский язык не существует.